# Joanne Hogan
Pour les articles homonymes, voir Hogan.
Joanne Hogan, née le 9 juin 1982, était une coureuse cycliste australienne.

## Palmarès sur route
- 2010
  - Geelong Tour
  - 2e étape de Mersey Valley Tour
  - 1re et 2e étapes du Geelong Tour
  - 2e du Mersey Valley Tour
- 2011
  - Tour of Bright
  - 3e étape du Tour of Bright
  - 3e du championnat d'Australie sur route
- 2012
  - 2e du Trofeo Gobierno de la Rioja
  - 3e du Tour of Bright
- 2013
  - Trofeo Gobierno de la Rioja
  - 2e du championnat d'Australie sur route
  - 3e du classement de la montagne au Tour de Bretagne

### Grands tours

#### Tour d'Italie
1 participation
- 2013 : 56e

### Classements mondiaux
| Année                                 | 2010 | 2011 | 2012 | 2013 | 2014 | 2015 |
| ------------------------------------- | ---- | ---- | ---- | ---- | ---- | ---- |
| Classement UCI                        | 321e | 123e | 170e | 126e | 151e | 411e |
|                                       |      |      |      |      |      |      |
| Légende : nc = non classéSource : UCI |      |      |      |      |      |      |